# 馬來食蝸龜
馬來食蝸龜（學名：Malayemys macrocephala ；英文：Malayan snail-eating turtle），亦名馬來食螺龜、馬來龜，地龜科食蝸龜屬的一種。

## 特徵
馬來食蝸龜的背甲呈棕色，每塊盾甲較近尾部的邊緣會有黑斑，而四周的小盾甲會呈白色，低甲低色為白色，每塊盾甲亦有黑斑。幼龜背甲會有三條明顯的脊稜，隨著年齡增長慢慢消失。龜隻頭部呈黑色，並有多條白色斑紋。四肢的皮膚均為黑色。

## 習性
馬來食蝸龜喜歡生活在水流緩慢的水域，屬雜食性水龜，由於上下顎較其他龜強而有力，因此可以輕易咬碎螺、蝸牛等水生生物，偶然也會進食昆蟲、植物。

## 分佈
主要分布於柬埔寨、緬甸、馬來西亞西部、泰國東南部及中部等東南亞地區。

## 保育狀況
其被列為《瀕危野生動植物種國際貿易公約》附錄二的物種，被限制出口及貿易。